# Campionati del mondo di ciclismo su strada 2012 - Cronometro maschile Under-23
La cronometro maschile Under-23 dei Campionati del mondo di ciclismo su strada 2012 fu corsa il 17 settembre 2012 nei Paesi Bassi, tra Landgraaf e Valkenburg, su un percorso totale di 36 km. Il russo Anton Vorob'ëv vinse la gara con il tempo di 44'09".

## Classifica (Top 10)
| Pos. | Corridore           | Squadra     | Tempo   |
| ---- | ------------------- | ----------- | ------- |
| 1    | Anton Vorob'ëv      | Russia      | 44'09"  |
| 2    | Rohan Dennis        | Australia   | a 44"   |
| 3    | Damien Howson       | Australia   | a 51"   |
| 4    | Lasse Norman Hansen | Danimarca   | a 53"   |
| 5    | Rasmus Quaade       | Danimarca   | a 1'02" |
| 6    | Marlen Zmorka       | Ucraina     | a 1'09" |
| 7    | Rasmus Sterebo      | Danimarca   | a 1'25" |
| 8    | Jasha Sütterlin     | Germania    | a 1'28" |
| 9    | Sergej Černeckij    | Russia      | a 1'37" |
| 10   | Tom Dumoulin        | Paesi Bassi | a 1'40" |